# Miżhirja (obwód iwanofrankiwski)
Miżhirja (ukr. Міжгір'я, do 25 listopada 1963 Majdan) – wieś na Ukrainie, w  obwodzie iwanofrankiwskim, w rejonie bohorodczańskim.